# Reserva natural de Zhigulí
La reserva natural de Zhigulí (en ruso: Жигулёвский им. И. И. Спрыгина), también conocida como Zhigulevsky, es un zapovédnik ruso (reserva natural estricta) ubicado en la curva de Samara en la región de Samara, donde el río Volga gira alrededor de los montes Zhigulí. La reserva está situada en el distrito administrativo (raión) de Stavropolski del óblast de Samara. La reserva es importante por su valor científico en la biodiversidad de su amplia variedad de hábitats. En 2007, la Reserva nacional de Zhigulí se agregó a la Reserva de la Biosfera del Volga Medio de la Unesco, junto con el parque nacional de Samárskaya Luka que lo rodea.

## Topografía

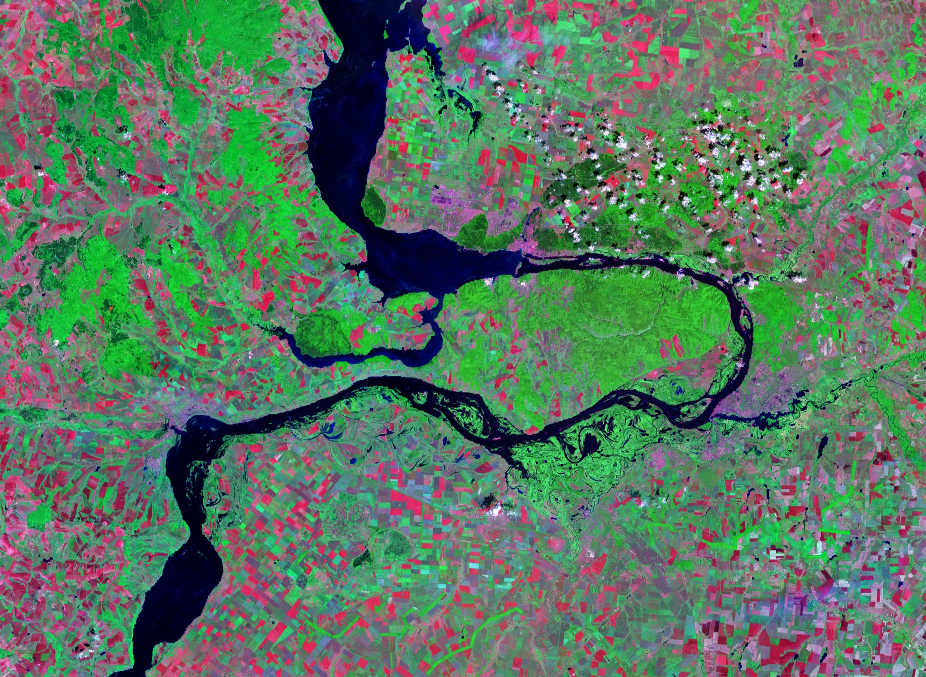
Imagen satelital de la curva de Samara en el río Volga. La Reserva de Zhigulí está representada en verde oscuro en la sección centro-norte de la península.

La reserva de Zhiguli cubre la sección media norte de la península de la curva de Samara Bend. Limita al norte con el embalse de Kúibyshev del río Volga, y al oeste, sur y este con el parque nacional de Samárskaya Luka. La totalidad del terreno es montañoso, con pequeñas secciones de bosque de tierras bajas y costa sobre el embalse. La cresta dentro de la reserva aumenta gradualmente de 250 m de altura en el oeste a 371 m en el centro, luego disminuye a 250 m en el borde este. La cresta está cortada por dos valles: el Bajilova Polyana y un barranco.

## Ecorregión y clima
La reserva se encuentra en la ecorregión del bosque estepario de Europa oriental (WWF ID#419), una zona de transición entre los bosques de hoja ancha del norte y las praderas del sur, que atraviesa el centro de Europa del Este desde Bulgaria hasta Rusia. Esta ecorregión de estepa forestal se caracteriza por un mosaico de bosques, estepas y humedales ribereños.
El clima característico de la reserva es Clima continental húmedo, con veranos cálidos (clasificación climática de Köppen (Dfb)). Este clima se caracteriza por grandes oscilaciones de temperatura, tanto diurnas como estacionales, con veranos suaves e inviernos fríos y nevados. El mes más frío es enero (-10 C en promedio); el mes más cálido es julio (+20 C). La precipitación media es de 556 mm. El período libre de heladas es de 156 días. Los vientos predominantes son del suroeste.

## Flora y fauna
La reserva está cubierta en un 94 % por bosques mixtos de coníferas y caducifolios. El resto es estepa de pastizales y praderas herbáceas. Las montañas de piedra caliza sostienen algunos bosques vírgenes de pino estepario, con un hábitat representativo de la estepa rocosa, ciénagas de esfagno, bosques inundables de robles y osokorevo-vetlovye, y matorrales de sauces. La biodiversidad es alta y está concentrada en un área pequeña: aunque Zhigulí representa solo el 0,16 % de la región de Samara, contiene más de 1000 de las 1500 especies de plantas superiores de la región. 50 especies de plantas presentes en la reserva son reliquias, sobrevivientes de edades geológicas anteriores. Entre los mamíferos, la reserva destaca por la gran cantidad y variedad de pequeños roedores, como el topillo rojo (Myodes glareolus) y el ratón de cuello amarillo (apodemus flavicollis).

## Historia

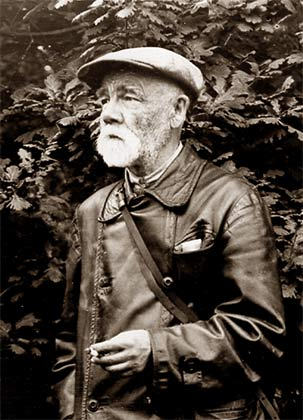
Iván Sprigin, botánico pionero por quien recibe oficialmente la Reserva natural de Zhiguli su nombre

La reserva de Zhigulí se estableció oficialmente por primera vez en 1927 y desde entonces ha sufrido cambios de nombre, estado y límites. Originalmente formada como reserva Srednevolzhskiy en 1927 para la investigación científica, fue reorganizada y rebautizada como reserva Kuibyshev en 1938 con un enfoque ampliado en la gestión forestal. Durante este tiempo, se introdujeron especies exóticas, como el ciervo Sika (Cervus nippon) y el alcornoque de Amur (Phellodendron amurense), con consecuencias perjudiciales para la naturaleza prístina de las plantas y animales autóctonos. Durante la década de 1940, se produjo una mayor degradación a medida que se introdujo en el territorio la extracción comercial de petróleo. La reserva se cerró en 1961, pero se restableció en 1966. En 1977, la reserva pasó a llamarse oficialmente en honor a Iván Sprigin, el naturalista pionero de la región de Samara y el primer director de la reserva.

## Ecoturismo
Como reserva natural estricta, la reserva de Zhigulí está en su mayor parte cerrada al público en general, aunque los científicos y aquellos con fines de «educación ambiental» pueden hacer arreglos con la administración del parque para realizar visitas. Hay dos rutas ecoturísticas en la reserva, sin embargo, que están abiertas al público, pero requieren obtener permisos por adelantado. La primera ruta pública es un recorrido en automóvil a Strelna Mountain, la otra es una caminata al «Stone Bowl» (formación kárstica). Las excursiones deben realizarse en presencia de funcionarios de la reserva y no pueden durar más de cuatro horas.